# Hiroši Jamamoto
Hiroši Jamamoto, japonski lokostrelec, * 31. oktober 1962. 
Sodeloval je na lokostrelskem delu poletnih olimpijskih igrah leta 1984, leta 1988, leta 1992, leta 1996 in leta 2004.